# Ny Bryghus
Ny Bryghus var et bryggeri på Frederiksberg anlagt i 1873 af brygger Niels Nielsen på Bülowsvej 34. I 1891 overgik det til De forenede Bryggerier og blev med det samme nedlagt. Bryggeriets bygninger blev solgt i 1900. 